# Microdontomerus albipes
Microdontomerus albipes är en stekelart som först beskrevs av Giraud 1870.  Microdontomerus albipes ingår i släktet Microdontomerus och familjen gallglanssteklar. Inga underarter finns listade i Catalogue of Life.